# Bom Princípio do Piauí
Bom Princípio do Piauí este un oraș în Piauí (PI), Brazilia.